# Niederländische Badminton-Juniorenmeisterschaft
Niederländische Badminton-Juniorenmeisterschaften werden seit dem Jahr 1958 ausgetragen.

## Die Titelträger
| Saison    | Herreneinzel             | Dameneinzel               | Herrendoppel                         | Damendoppel                                | Mixed                                      |
| --------- | ------------------------ | ------------------------- | ------------------------------------ | ------------------------------------------ | ------------------------------------------ |
| 1958      | Piet Weentjer            | nicht ausgetragen         |                                      |                                            |                                            |
| 1959      | Piet Weentjer            | nicht ausgetragen         |                                      |                                            |                                            |
| 1960      | Henk Weys                | Imre Rietveld             |                                      |                                            |                                            |
| 1961      | Remi van Rhoon           | Imre Rietveld             | Bob Ernst Leo Boelen                 | Marja Ridder Imre Rietveld                 | Bob Ernst Imre Rietveld                    |
| 1962      | Kees van Wijck           | Imre Rietveld             | Kees van Wijk Rommert Delsing        |                                            |                                            |
| 1963      | Ronald van Eck           | Imre Rietveld             | Leo Boelen Jack Toutenburg           | Leo Boelen Imre Rietveld                   |                                            |
| 1964      | Gerard Stellaard         | Agnes Geene               | Reindert van Eck Gerard Stellaard    | Agnes Geene Marjolein Wolters              | Herman Leidelmeijer Agnes Geene            |
| 1965      | Herman Leidelmeijer      | Lily ter Metz             | Huub van Ginneken Ruud van Ginneken  |                                            | Ruud van Ginneken Margot ter Metz          |
| 1966      | Piet Ridder              | Margot ter Metz           | Jan Frazer Ruud van Ginneken         | Lily ter Metz Margot ter Metz              | Ruud van Ginneken Margot ter Metz          |
| 1967      | Ad Loog                  | Lily ter Metz             | Ad Loog Wim Toutenburg               | Lily ter Metz Ingrid Schlegel              | Ad Loog Joke van Beusekom                  |
| 1968      | Piet Ridder              | Joke van Beusekom         |                                      |                                            |                                            |
| 1969      | Piet Ridder              | Joke van Beusekom         |                                      |                                            |                                            |
| 1970      | Rudy Hartog              | Joke van Beusekom         |                                      |                                            |                                            |
| 1971      | Rob Ridder               | Marjan Luesken            |                                      |                                            |                                            |
| 1972      | Rob Ridder               | Marjan Luesken            |                                      |                                            |                                            |
| 1973      | Fred Jacobsz             | Sylvia Robbe              |                                      |                                            |                                            |
| 1974      | Fred Jacobsz             | Maureen Oskam             |                                      |                                            |                                            |
| 1975      | Pierre Swertz            | Inge Rozemeijer           |                                      |                                            |                                            |
| 1976      | Jean Aldenhoven          | Maureen Oskam             | Ron Lapré Pim Koemans                | Maureen Oskam Fie Hagenaar                 | Cock Duijvestijn Karin Duijvestijn         |
| 1977      | Gerard van Rooy          | Maureen Oskam             | Marcel Daniels Cock Duijvestijn      | Gaby Blommaert Inge Blommaert              | Marcel Daniels Inge Blommaert              |
| 1978      | Gerard van Rooy          | Gaby Blommaert            | John Eijsermans Igo Jongen           | Y. Roumen Inge Blommaert                   | Gerard van Rooy Gaby Blommaert             |
| 1979      | Lex Coene                | Paula Kloet               | Bas von Barnau Sijthoff Eddy Romeijn | Paula Kloet Grace Kakiay                   | Frank van Dongen Grace Kakiay              |
| 1980      | Bas von Barnau Sijthoff  | Paula Kloet               | Wiel Hanssen Peter van Soest         | Paula Kloet Grace Kakiay                   | Wiel Hanssen Grace Kakiay                  |
| 1981      | Wiel Hanssen             | Jeanette van Driel        | Bas von Barnau Sijthoff Wiel Hanssen | Paula Kloet Grace Kakiay                   | Wiel Hanssen Grace Kakiay                  |
| 1982      | Pierre Pelupessy         | Eline Coene               | Jurgen van der Pot Robbert de Kock   | Astrid van der Knaap Nicole van Zijderveld | Jurgen van der Pot Astrid van der Knaap    |
| 1983      | Pierre Pelupessy         | Astrid van der Knaap      | Pierre Pelupessy Jurgen van der Pot  | Astrid van der Knaap Nicole van Zijderveld | Henrik Jan Rozemeijer Caroline Zijderveld  |
| 1984      | Pierre Pelupessy         | Erica van Dijk            | M. Miras Alex Meijer                 | Monique Hoogland Erica van Dijk            | Caroline Zijderveld                        |
| 1985      | Mical de Boer            | Monique Hoogland          | Mical de Boer Norbert Vincent        | Monique Hoogland Contessa Laisina          | Mical de Boer Caroline Zijderveld          |
| 1986      | Michel Redeker           | Esther Villanueva         | Mical de Boer Norbert Vincent        | Sonja Mellink Cindy Scholtz                | Mical de Boer Esther Villanueva            |
| 1987      | Rob Stalenhoef           | Elvira van Elven          | Jeroen van Dijk Chris Bruil          | Sonja Mellink Maaike de Boer               | Randy Trieling Sonja Mellink               |
| 1988      | Jeroen van Dijk          | Maaike de Boer            | Jeroen van Dijk Chris Bruil          | Maaike de Boer Danielle Oei                | Robert de Groot Esther Fleurbaay           |
| 1989      | Chris Bruil              | Elvira van Elven          | Chris Bruil Raymond Achterberg       | Elvira van Elven Esther Fleurbaay          | Corno Meskers Esther Fleurbaay             |
| 1990      | Joris van Soerland       | Esther Fleurbaay          | Quinten van Dalm Corno Meskers       | Nicole van Hooren Georgy Trouerbach        | Corno Meskers Esther Fleurbaay             |
| 1991      | Joris van Soerland       | Nicole van Hooren         | Bram Bakker Joris van Soerland       | Nicole van Hooren Brenda Conijn            | Joris van Soerland Nicole van Hooren       |
| 1992      | Ron Leunissen            | Brenda Conijn             | Ruud Kuijten Ron Leunissen           | Brenda Conijn Christel van der Laan        | Ruud Kuijten Sylvia Fransen                |
| 1993      | Gerben Bruijstens        | Brenda Beenhakker         | Gerben Bruijstens Michel Pastoor     | Selma Linders Sylvia Franssen              | Michel Pastoor Selma Linders               |
| 1994      | Dicky Palyama            | Brenda Beenhakker         | Joost Kool Rolf Monteiro             | Judith Meulendijks Antoinette Achterberg   | R. Simon Elvira Wijnen                     |
| 1995      | Dicky Palayma            | Brenda Beenhakker         | Arno de Jong Dennis Lens             | Antoinette Achterberg Brenda Beenhakker    | Dicky Palayama Judith Meulendijks          |
| 1996      | Dicky Palyama            | Lotte Jonathans           | Dicky Palyama Donovan Cuntapay       | Meta Knuth Rachel Geertsen                 | Dicky Palyama Lotte Jonathans              |
| 1997      | Rune Massing             | Ginny Severien            | Robert Frenk Rune Massing            | Ginny Severien Melissa Trouerbach          | Robert Frenk Loes Cuppen                   |
| 1998      | Rune Massing             | Ginny Severien            | Robert Frenk Tijs Creemers           | Loes Cuppen Kristel Jonathans              | Robert Frenk Loes Cuppen                   |
| 1999      | Rune Massing             | Joyce Cornelisse          | Robert Frenk Tijs Creemers           | Loes Cuppen Kristel Jonathans              | Tijs Creemers Joyce Cornelisse             |
| 2000      | Dennis van Daalen de Jel | Maartje Verheul           | Dennis van Daalen de Jel Stef Kroes  | Maartje Verheul Rachel van Cutsen          | Jordy Halapiry Michelle Prins              |
| 2001      | Eric Pang                | Priscilla van Hoeve       | Youri Lapré Gijs van Heijster        | Priscilla van Hoeve Ilse Bakker            | Eric Pang Gita Djajawasito                 |
| 2002      | Dennis van Daalen de Jel | Ilse Vooren               | Jordy Halapiry Stef Kroes            | Rachel van Cutsen Wendy Slaats             | Jordy Halapiry Michelle Prins              |
| 2003      | Tim Vaessen              | Rachel van Cutsen         | Stef Kroes Koen Ridder               | Kitty Asbroek Gita Djajawasita             | Dennis van Daalen de Jel Rachel van Cutsen |
| 2004      | Jorrit de Ruiter         | Yvonne Sie                | Michiel Kruijt Ruben Wijers          | Kitty Asbroek Wendy Slaats                 | Jorrit de Ruiter Ilse Vaessen              |
| 2005      | Saber Afif               | Patty Stolzenbach         | Lester Oey Jorrit de Ruiter          | Eefje Besselink Lisa Malaihollo            | Jorrit de Ruiter Ilse Vaessen              |
| 2006      | Lester Oey               | Eefje Muskens             | Lester Oey Ruben Wijers              | Lisa Malaihollo Yvonne Sie                 | Lester Oey Yvonne Sie                      |
| 2007      | Lester Oey               | Yik-Man Wong              | Lester Oey Quintus Thies             | Samantha Barning Patty Stolzenbach         | Lester Oey Samantha Barning                |
| 2008      | Stephan Branderhorst     | Monique van der Wouden    | nicht ausgetragen                    | nicht ausgetragen                          | Marco de Jager Eefje Muskens               |
| 2009      | Stephan Branderhorst     | Iris Tabeling             | Jordy Hilbink Erik Meijs             | Rachelle Haan Monique Slaman               | Hans van Os Iris Tabeling                  |
| 2010      | Erik Meijs               | Iris Tabeling             | Jacco Arends Jelle Maas              | Selena Piek Iris Tabeling                  | Jacco Arends Selena Piek                   |
| 2011      | Nick Fransman            | Thamar Peters             | Nick Fransman Jim Middelburg         | Thamar Peters Soraya de Visch Eijbergen    | Jim Middelburg Soraya de Visch Eijbergen   |
| 2012      | Robin Tabeling           | Soraya de Visch Eijbergen | Russell Muns Robin Tabeling          | Myke Halkema Gayle Mahulette               | Jim Middelburg Soraya de Visch Eijbergen   |
| 2013      | Mark Caljouw             | Kirsten van der Valk      | Russell Muns Robin Tabeling          | Myke Halkema Manon Sibbald                 | Robin Tabeling Myke Halkema                |
| 2014      | Mark Caljouw             | Dorien Lups               | Mark Caljouw Justin Teeuwen          | Alida Chen Cheryl Seinen                   | Ruben Jille Alida Chen                     |
| 2015      | Ruben Jille              | Dorien Lups               | Ruben Jille Alex Vlaar               | Alida Chen Debora Jille                    | Ruben Jille Alida Chen                     |
| 2016      | Joran Kweekel            | Imke van der Aar          | Joran Kweekel Thomas Sibbald         | Imke van der Aar Debora Jille              | Thomas Cicquel Imke van der Aar            |
| 2017      | Sebastiaan Li            | Debora Jille              | Noah Jongen Alex Terpstra            | Imke van der Aar Debora Jille              | Sebastiaan Li Debora Jille                 |
| 2018      | Sebastiaan Li            | Debora Jille              | Dennis Koppen Sebastiaan Li          | Alyssa Tirtosentono Debora Jille           | Ties van der Lecq Milou Lugters            |
| 2019      | Dennis Koppen            | Meike Versteeg            | Gijs Duijs Brian Wassink             | Alyssa Tirtosentono Jaymie Laurens         | Dennis Koppen Alyssa Tirtosentono          |
| 2020 2021 | nicht ausgetragen        | nicht ausgetragen         | nicht ausgetragen                    | nicht ausgetragen                          | nicht ausgetragen                          |
| 2022      | Noah Haase               | Kirsten de Wit            | David van Dalm Casper Spaans         | Iris van Leijsen Kirsten de Wit            | Noah Haase Kirsten de Wit                  |
| 2023      | Noah Haase               | Flora Wang                | Noah Haase Tieme Hostege             | Stefanie Nijsse Farah-Iffah Tuarita        | Noah Haase Flora Wang                      |
| 2024      | Joep Strooper            | Flora Wang                | Casper Spaans Joep Strooper          | Sterre Bang Inger Pothuizen                | Mats Duwel Flora Wang                      |